# Amtsgericht Baden-Baden

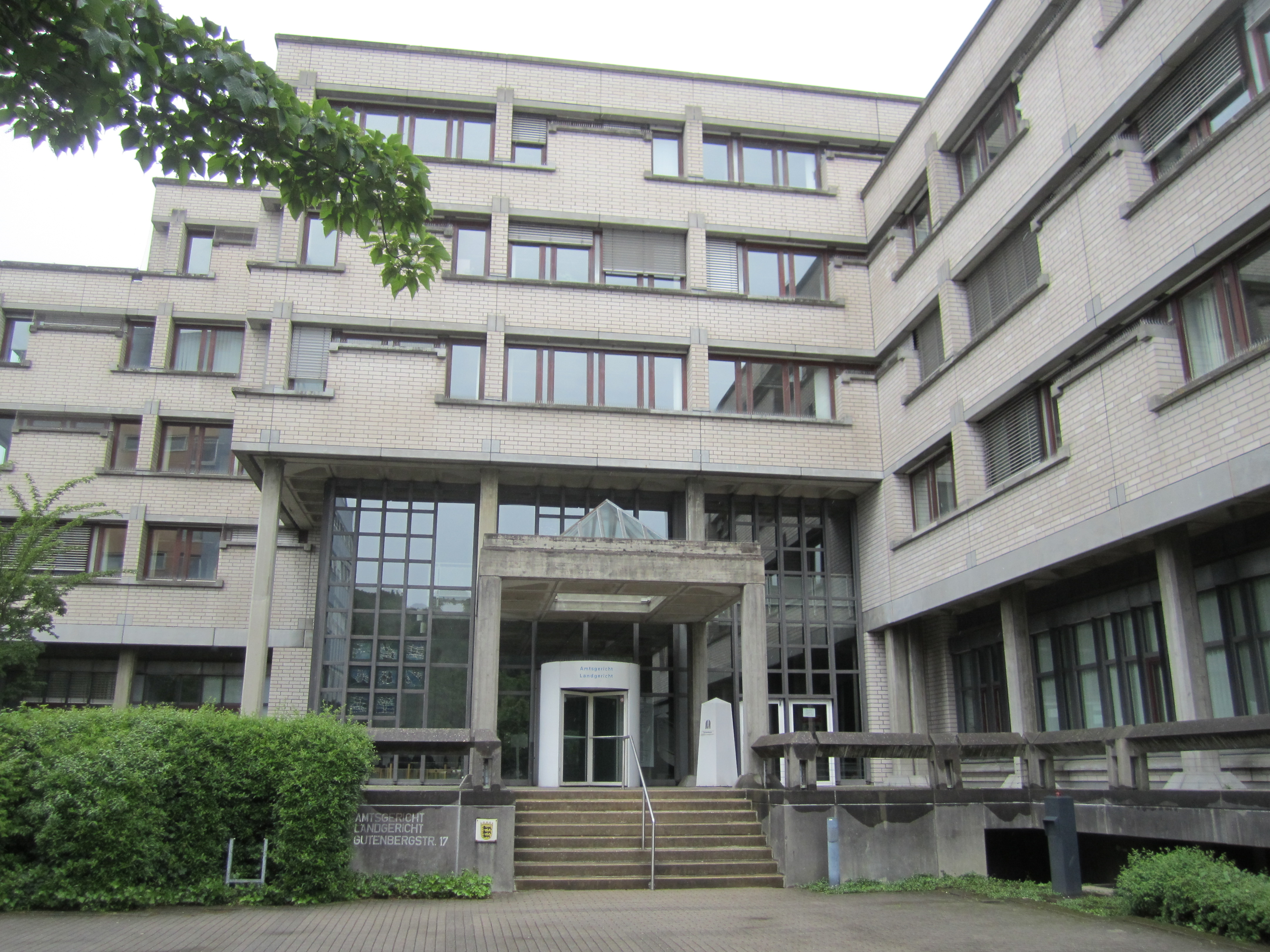
Amtsgericht Baden-Baden (2013)

Das Amtsgericht Baden-Baden ist das zuständige Amtsgericht für den Bezirk Baden-Baden. In Familiengerichtsangelegenheiten, Zwangsversteigerungsangelegenheiten und Verwaltungsangelegenheiten von Immobilien erstreckt sich die  örtliche Zuständigkeit des Amtsgerichts Baden-Baden außerdem auch auf die Amtsgerichtsbezirke Achern und Bühl. Die Hauptstelle befindet sich in der Gutenbergstraße 17.

## Aufgaben und Verfahren
Am Amtsgericht Baden-Baden werden Zivilsachen, Familiensachen, Strafsachen sowie Bußgeldverfahren verhandelt.
Weitere Aufgaben: Adoptionen, Bereitschaftsdienst, Betreuungen, Gerichtsvollzieher, Gerichtszahlstelle, Hinterlegungen, Insolvenzen, Landwirtschaftssachen, Mahnverfahren, Rechtsantragstelle, Registersachen, Schuldnerverzeichnis, Unterbringung, Verschollenheitssachen, Vormundschaftssachen, Wohnungseigentum, Zwangsversteigerung, Zwangsvollstreckung.
Ferner bietet das Gericht auch Verfahrenshilfen an. So die Prozesskostenhilfe, die Beratungshilfe und betreut Opfer von Straftaten.

## Bekannte Richter und Rechtspfleger
- Josef Selbach, (1915–2010), Richter (1948–1950), später Vizepräsident des Bundesrechnungshofes (1969–1983)
- Heinrich Maul, (* 1935), Richter, später am Bundesgerichtshof (1979–2000)
- Detlev Fischer (* 1950), Richter, später am Bundesgerichtshof (2005–2015)
- Bernd Kölmel (* 1958), Rechtspfleger (1986–1989), heute Politiker (Mitglied des Europäischen Parlaments)